# Fialho de Almeida
José Valentim Fialho de Almeida (Vila de Frades, 7 maggio 1857 – Cuba, 4 marzo 1911) è stato uno scrittore portoghese.
Giornalista e narratore vigoroso, descrisse nei suoi volumi di racconti (La città del vizio, A Cidade do Vicio, 1882: Lisbona Galante, Lisboa Galante, 1890; Il paese dell'uva, O País das Uvas, 1893) e in prose satiriche e di critica letteraria (Pasquinate, Pasquinadas. 1890; I Gatti, Os Gatos, 1889-1894) la degradazione tanto di classi diseredate che colte, con gusto d'aristocratico bohémien di vasta autonomia di pensiero e di linguaggio. 
Su medesimo terreno di scelta, di realismo antiborghese, la contrapposizione d'Almeida è tuttavia netta, ai frutti del lavoro di Eça de Queiroz; ne è prova eloquente la straordinaria stroncatura -intelligente ma invero più graffiante che veridica- che, in illo tempore su Os Gatos, Almeida imbastisce contro Os Maias; censura affidata a una prosa coltivata di reagenti satirico-morali con esito di spregiudicatezza propria del bohémien feroce oseur, avverso tanto all'intellettualismo dei dominanti nuovi circoli culturali di fine '800 in Lisbona, ove da giovane vive e lavora, quanto a gli esiti che gli appaiono dirigere, per largo consenso borghese, questo microcosmo della Capitale -allora di recente internazionalizzato verso ostinata ricerca, nei ceti dirigenti, del mero superfluo-, a sviluppi d'irrimediabile decadenza materialistica.
L'estethos di Fialho -rilevano Saraiva e Lopes- è vocazione a sfumare i toni fino a suggerire ulteriori realtà, o verità, lasciate inespresse  -sollecitazione, al culmine della formazione dell'Autore, che gli emerge dopo attenta meditazione dei saggi del coetaneo Paul Bourget. Saraiva e Lopes hanno in particolare sottolineato di Fialho la straordinaria purezza delle sue capacità percettivo-intuitive di contenuti ulteriori l'apparenza sensibile: "La migliore e più nota espressione di ciò avviene nel racconto I Falciatori, ove l'Autore rende, per via d'elevata introspezione e con sinestesie, i sentimenti dei mietitori alentejani riarsi dal sole  -in codeste pagine è messo a fuoco non il mero dramma del lavoro bracciantile, v'è l'esplorazione dei confini superiori di ben definite percezioni per qualità e intensità prossime al deliquio. Le qualità introspettive e come divinatorie di Fialho lo rendono il miglior cronista nel suo tempo della vita notturna di Lisbona, meritevole di stare al rango di Cesario Verde; mirabile paesaggista di Alentejo e Galizia; precursore, allato descrittivo paesaggistico, di Teixeira Gomes e Raul Brandao. Raul Brandao riconoscerà in Fialho il proprio precursore diretto a intento cognitivo del dolore altrui: in primis quello d'umiliati e offesi, secondo la ben nota accezione dostoievskiana"
OPERE:
- 1881 - Contos
- 1882 - A Cidade do Vício
- 1889-1894 - Os Gatos
- 1990 - Pasquinadas
- 1890 - Lisboa Galante
- 1892 - Vida Irônica
- 1893 - O País das Uvas
- 1900 - A Esquina
- 1910 - Barbear, Pentear

## Postume
- 1921 - Aves Migradoras
- 1921 - Estâncias d'Arte e de Saúde
- 1922 - Figuras de Destaque
- 1925 - Atores e Autores
- 1925 - Vida Errante

IN ITALIANO:
La Città del Vizio (racconti) - traduzione  di Andrea Ragusa e Maria Teresa Nuzzi. Perugia , Urogallo, 2019.